# Рыжково (Омская область)
Ры́жково — село в Крутинском районе Омской области, административный центр Рыжковского сельского поселения.
Основано в 1804 году как поселение для ссыльных крестьян.
Население — 341 (2010)

## Название
По мнению латвийского исследователя А. Витолса, название «Рыжково» возникло на основании того, что первые высланные поселяне были из рижского предместья, и именно рижские ссыльные основали новый населённый пункт в Сибири, который в память о родных местах назвали «Рижское (поселение)», а в русской транскрипции по созвучию стало именоваться Рыжково (Рижское — Рыжково). Также название села связывают с фамилией унтер-офицера Рыжкова, который препровождал первых поселенцев на место их проживания, а также с тем, что среди ссыльных было много рыжих (типичных финнов).

## История
В 1803 году из Итовской волости Ямбургского уезда в Западную Сибирь была выслана группа ингерманландских крестьян за восстание против барона фон Унгерн-Штернберга. Для ссыльных «…губернские и уездные власти местом поселения определили бассейн ручья Яман, к северо-западу от Данилова и Лопушинского болот». Высланные из ижорско-финских деревень нижнего течения реки Луга (Илькино, Малая Арсия, Большая Арсия, Волково, Мертвицы, Фёдоровская, Варива) в количестве 26 семей (77 мужчин и 73 женщины) основали в Омском уезде Тобольской губернии деревню Рыжкова (деревня Чухонская, Чухонская колония). 
Существует версия, что основателями деревни были помещичьи крестьяне из Княжества Финляндского, которые добровольно переехали в Сибирь из-за разногласий со своим помещиком, с соизволения императора Александра I. Впоследствии к ним присоединились латыши, уже ссыльные, наказанные за участие в Каугурском восстании.
Для жителей лютеранского вероисповедания был построен молельный дом. С 1807 года в колонии регулярно велась церковная служба. В 1816 году в Рыжково на государственные деньги были построены церковь и дом священника.
Постепенно деревня стала центром размещения всех ссыльных лютеран: ингерманландцев, финнов, эстонцев и латышей. 
В начале 1820-х гг. протестантские пасторы Иоганн Густав Лютер, Росини, Пундан  обратились к царю Александру I с просьбой собрать всех ссыльных лютеран  в одном месте, чтобы приобщить их «к честной жизни». В 1845 г. Николай I издал о переселении всех «маловажных преступников евангельского исповедания» в Рыжково, где до этого они к Рыжковской колонии приписывались добровольно. Тобольская губернская администрация выделила колонистам 18 тыс. десятин земли.
Главным занятием первых поселенцев являлся промысел: из коры берёзы варили дёготь и сбывали его жителям окрестных деревень, на вырученные деньги покупали зерно. Сеяли лён и ткали холсты, выращивали коноплю и вили верёвки. В середине 1830-х жители стали заниматься земледелием: сеять просо, пшеницу, ячмень. В конце 1830-х годов село было разделено на две части: эстонский край, где жили эстонцы и финны, и находились первая церковь и кладбище. Латыши жили на менее удобном краю деревни, и на кладбище им было отведено особое место. 
В 1845 году в селе была построена первая школа. 
До 1845 года село состояло в основном из первых ссыльных и их потомков, а после решения  Николая I здесь появилось много людей различных национальностей и привычек, что принесло с собой много бед: пьянство, драки и грабежи, случались даже убийства, поджоги. 
Население Рыжково быстро росло: до большого пожара 1846 года оно составляло 900 человек. 25 апреля 1846 года в огне погибла большая часть деревни. Многие семьи оказались в нищете, церковь и приход пришли в упадок. Часть старожилов уезжала из деревни: в 1848 г. 20 финских семей переехали за болота и основали новую деревню в 200 км на северо-восток, на берегу маленькой речки Буген. В 1849 году из Рыжково ушла вторая группа крестьян, которые в 90 км севернее, на берегу речушки Боярка, притоке Ишима, основали новую колонию с аналогичным названием, после чего часть ингерманландских переселенцев покинула Рыжкову, основав две новые деревни: Боярка (Тюкалинский уезд) и Бугене (Тарский уезд), позже получившую название Фины. Позднее были основаны ещё около десятка новых деревень.
В 1859 г. в Рыжково жило 1653 человек.  Колонистам стало не хватать земли, инвентаря, рабочего скота. ого, деградировали и приходили в упадок существовавшие ранее промыслы и ремесла.
Несмотря на негативные процессы, жизнь постепенно налаживалась: вокруг села выстроили поскотину почти 14 км, каждый хозяин отвечал за исправность и ремонт отведённого ему участка. К концу 1860-х в селе имелись кабак, магазин. Действовала еженедельная, по средам, ярмарка. В 1872 году построено новое здание церкви. В 1880 году утверждён план села.
В 1907 году школа была русифицирована. В 1908 году в Рыжково была создана первая в уезде организация Латышской социал-демократической партии. В 1912 году — первый в Камышинской волости марксистский кружок. В 1919 году в Рыжково была создана первая большевистская коммунистическая ячейка. В декабре 1919 года был избран первый совет крестьянских депутатов. В январе 1920 года была организована комсомольская ячейка.
В 1927—1928 годах в Рыжково на принудительное поселение была сослана группа финнов, работавших в основном по домам — «по найму». Некоторые женились на местных, появлялись дети. В 1936 году им разрешили вернуться в Финляндию, но без семей. Большинство уехали, остались лишь 5-6 человек, но и они после 1945 года выехали из Рыжково в Финскую Карелию. Туда же во второй половине 1930-х годов выезжали в поисках лучшей доли и эстонцы. Коллективизация в Рыжково началась в 1930 году раскулачиванием зажиточных крестьян и середняков: из деревни забрали 30 мужчин. Было создано 2 колхоза: «Бривайс Латвис» («Свободный латыш»), председатель Андерсон Я. А., «Уус — Элу» («Новая жизнь») — из эстонцев. В 1936 году был открыт маслозавод, просуществовавший до 1970 года. К 1937 году завершилась русификация школы. В том же году начались репрессии: из села забрали более 20 человек — бригадиров, учётчиков, председателей колхозов.
В годы Великой Отечественной войны на фронт были призваны 150 латышей и эстонцев. C войны в Рыжково вернулось 63 человека.
В 1948 году было построено новое здание 7-летней школы, в 1958 — ещё одно, в 1959 году школа преобразована в 8-летнюю. В начале 1962 года село вошло в состав совхоза им. Кирова, с центром в селе Зимино. В 1966 годупроизошло разукрупнение, и Рыжково вошло в состав совхоза «Новопокровский» с центром в селе Яман. В декабре 1972 года было принято решение об образовании совхоза «Рыжковский». В 1973 году была открыта средняя школа и интернат. К 1978 году были построены детский сад, дом культуры, административное здание, пекарня. В 1989 году сдано в эксплуатацию новое, 2-этажное, здание средней школы.
В 1992 году совхоз «Рыжковский» был преобразован в ОАО «Рыжковское», с 2001 года — СПК «Рыжковский».

## География
Расположено в 38 км к западу от районного центра посёлка Крутинка.
Село расположено на юго-западе Тюкалинского района, близ границы с Тюменской областью, в северной лесостепи в пределах Ишимской равнины, относящейся к Западно-Сибирской равнине, в бассейне реки Яман. Имеется пруд. В понижениях — небольшие болотца. Почвы — серые лесные осолоделые. Высота центра населённого пункта — 121 метр над уровнем моря.
По автомобильным дорогам село расположено в 38 км от районного центра посёлка Крутинка и 220 км от областного центра города Омск.
Климат умеренный континентальный (согласно классификации климатов Кёппена-Гейгера — тип Dfb). Среднегодовая температура положительная и составляет +0,6° С, средняя температура самого холодного месяца января − 18,4 °C, самого жаркого месяца июля + 18,8° С. Многолетняя норма осадков — 408 мм, наибольшее количество осадков выпадает в июле — 69 мм, наименьшее в марте — 13 мм
Часовой пояс
Рыжково, как и вся Омская область, находится в часовой зоне МСК+3. Смещение применяемого времени относительно UTC составляет +6:00.

## Население
| 1846 | 1862  | 1926  | 1934  | 2010 |
| ---- | ----- | ----- | ----- | ---- |
| 900  | ↗1653 | ↘1444 | ↗2713 | ↘341 |

Национальный состав
До 1930-х населения села составляли потомки ссыльных — преимущественно ингерманландцы, эстонцы, латыши, финны. В конце 1930-х в Рыжково начинают появляться русские, в основном это были представители власти вместо репрессированных местных. С конца 1950-х русских в селе уже было много, в основном руководители среднего звена, учителя, медики. После образования совхоза и открытия средней школы начался массовый приток специалистов — русских, казахов, немцев. В 1983 году в Рыжково проживали 16 национальностей. По данным первой переписи 1989 года самыми многочисленными вновь стали латыши (31 %) и эстонцы (28 %). В настоящее время в селе проживают представители 10 национальностей.

## Инфраструктура
Село электрифицировано, действуют средняя общеобразовательная школа, фельдшерско-акушерский пункт, почтовое отделение